# Hubrechtella alba
Hubrechtella alba är en djurart som tillhör fylumet slemmaskar, och som beskrevs av Gibson 1997. Hubrechtella alba ingår i släktet Hubrechtella och familjen Hubrechtidae. Inga underarter finns listade i Catalogue of Life.